# Parma Eldalamberon
Parma Eldalamberon („Das Buch der Elbensprachen“), kurz auch als Parma oder PE bezeichnet, ist ein von der Elvish Linguistic Fellowship herausgegebenes Journal, das auf den Aufzeichnungen zu den fiktiven Sprachen des britischen Autors und Philologen J. R. R. Tolkien basiert und einen Einblick in die Entstehung, den Aufbau und die Veränderung dieser Sprachen seiner mythologischen Welt Mittelerde geben soll.

## Hintergrund
Die Zeitschrift Parma Eldalamberon wird seit dem Jahr 1971 als unregelmäßig erscheinende Zeitschrift von den Mitgliedern der „Linguistic Fellowship“ der Mythopoeic Society herausgegeben. Die ersten fünf Ausgaben die bis 1977 veröffentlicht wurden erschienen 1978 zusammengefasst in einem Band als An Introduction to Elvish. Während die Bücher The Silmarillion (1977), Unfinished Tales. (1980) und The Letters of J. R. R. Tolkien (1981) erschienen pausierte das Projekt bis 1983.
Robert Foster brachte in dieser Zeit den Guide to Middle-earth (1971) und später die erweiterte Ausgabe The Complete Guide to Middle-earth (1978) heraus. Erst mit Christopher Gilson kamen im Jahr 1983 neue Folgen heraus, die seither von der „Elvish Linguistic Fellowship“ herausgegeben werden. Ab 1991 begann Christopher Tolkien einige Originaltexte seines Vaters in der Zeitschrift zu veröffentlichen, dieses waren insbesondere linguistische Abhandlungen, die er nicht in dem umfangreichen Werk The History of Middle-earth unterbringen konnte. Zugleich wurden weitere Originaltexte zu den Sprachen in der Zeitschrift Vinyar Tengwar herausgegeben, wobei diese sich mehr mit den Essays Tolkiens befasste, während Parma Eldalamberon die Wortlisten veröffentlichte. Die letzte der bisher 22 Ausgaben erschien im Jahr 2015.

## Ausgaben und Publikationen
- 1971/72/73/74/77: Glen H. Goodknight: Parma Eldalamberon 1–5.[2]
- 1978: Jim Allan, Nina Carson, Paula Marmor und andere: An Introduction to Elvish. And to other tongues and proper names and writing systems of the third age of the Western Lands of Middle-Earth as set forth in the published writings of Professor John Ronald Reuel Tolkien. Bran’s Head Books Ltd., Hayes 1978, ISBN 0-905220-10-2.
- 1983/88/89/90/94: Christopher Gilson: Parma Eldalamberon 6–10.
- 1995: 11 – I-Lam na-Ngoldathon: The Grammar and Lexicon of the Gnomish Tongue. (Die Sprache der Noldor: Grammatik und Lexikon der Sprache der Gnome)[4]
- 1998: 12 – Qenyaqetsa: The Qenya Phonology and Lexicon. (Quenyasprache: Die Phonologie und das Lexikon des Quenya)[5]
- 2001: 13 – The Alphabet of Rúmil & Early Noldorin Fragments. (Das Alphabet Rumils und frühe Fragmente des Noldorin)[6]
- 2003: 14 – Early Qenya and The Valmaric Script. (Frühes Quenya und die Valmarische Schrift)[7]
- 2004: 15 – Sí Qente Feanor and Other Elvish Writings. (So sprach Feanor und andere elbische Schriften)[8]
- 2006: 16 – Early Elvish Poetry and Pre-Fëanorian Alphabets. (Frühe elbische Gedichte und vor-Feanorische Alphabete)[9]
- 2007: 17 – Words, Phrases and Passages in The Lord of the Rings. (Worte, Phrasen und Passagen aus dem Herrn der Ringe)[10]
- 2009: 18 – Tengwesta Qenderinwa and Pre-Fëanorian Alphabets. Part 2 (Das quenyanische Lautsystem und vor-Feanorische Alphabete)[11]
- 2010: 19 – Quenya Phonology. (Quenyanische Phonologie)[12]
- 2012: 20 – The Qenya Alphabet. (Das Quenya Alphabet)[13]
- 2013: 21 – Qenya Noun Structure. (Die Struktur der Quenyanomen)[14]
- 2015: 22 – The Feanorian Alphabet, Part 1 and Quenya Verb Structure. (Das feanorianische Alphabet, Teil 1 und Quenya Verbstruktur)[15]